# Arfaknonne
Die Arfaknonne (Lonchura vana), auch Weißwangennonne genannt, ist eine Art aus der Familie der Prachtfinken. Es werden keine Unterarten unterschieden. Die Art bildet mit der Graukopfnonne eine Superspezies. Die Art wird von der IUCN als gefährdet (vulnerable) eingestuft.

## Beschreibung
Die Arfaknonne erreicht eine Körperlänge von zehn Zentimeter und zählt damit zu den eher kleinen Prachtfinkenarten. Es besteht kein Sexualdimorphismus. Am Kopf weist die Arfaknonne ein schmales weißes Stirnband auf. Die Zügel sowie die Augengegend sind gleichfalls weiß. Der übrige Kopf ist weißlich braungrau. Die helle Farbe geht im Nacken in das dunkle Braun des Rückens und der Flügel über. Die Kehle, die Kropfgegend und die Vorderbrust sind schwarzbraun. Ein grauweißes Band trennt die Vorderbrust von dem gelblichen Kastanienbraun der übrigen Körperunterseite. Die Federn der Oberschwanzdecke sind an der Spitze strohgelb, auch die braunen Schwanzfedern sind gelb gesäumt. Die Augen sind dunkel und der Schnabel ist grau.

## Verbreitungsgebiet und Lebensweise
Das Verbreitungsgebiet der Arfaknonne ist nach bisherigem Wissensstand sehr klein. Es umfasst ausschließlich das Gebiet der Anggi-Seen im Arfakgebirge auf der Vogelkophalbinsel Neuguineas. Es ist jedoch nicht auszuschließen, dass die Arfaknonne auch in anderen Gebieten dieser wenig erforschten Region vorkommt. Sie wurde jedoch bisher noch nie an benachbarten Seen beobachtet. Der Lebensraum der Arfaknonne ist Grasland in einer Höhe von 2100 Meter über NN. 
Nur die Schwarzbrustnonne kam als Prachtfinkenart ursprünglich gleichfalls in diesem Gebiet vor. Mittlerweile haben sich jedoch sechs weitere Arten der Gattung der Bronzemännchen als Kulturfolger in diesem Gebiet angesiedelt. Es kommen unter anderem die Dickschnabelnonne, Prachtnonne, Graukopfnonne, Braunbrustnonne, Höhennonne und das Trauerbronzemännchen in dieser Region vor.